# Mossautal
Mossautal är en kommun i Odenwaldkreis i Regierungsbezirk Darmstadt i förbundslandet Hessen i Tyskland. Kommunerna Ober-Hiltersklingen och Unter-Hiltersklingen bildade kommunen Hiltersklingen 1 februari 1971. Hiltersklingen gick samman med kommunerna Ober-Mossau och Unter-Mossau i den nya kommunen Mossautal 31 december 1971.